# Otto Bartsch
Otto Bartsch (né le 20 décembre 1943 à Frounzé) est un athlète soviétique kirghiz, spécialiste de la marche athlétique. Il participe à trois éditions des Jeux olympiques, en 1968, en 1972 et en 1976 et est vice-champion d'Europe en 1974.
Il termine deuxième du 50 km la Coupe du monde de marche 1973.